# Radó Bertalan
Radó Bertalan, Rott, Róth (Debrecen, 1858. július 30. – Budapest, Terézváros, 1918. december 24.) biztosító-társasági titkár.

## Élete
Rott Elkán kereskedő és Spitzer Regina fia. Iskoláit szülővárosában végezte. 1872-ben az első magyar általános biztosító-társaság szolgálatába lépett és annak szatmári főügynökségének vezető titkára lett. A Csokonai Körnek és a Kölcsey Körnek egyik alapítója és választmányi tagja volt. Rott családi nevét 1883-ban Radóra változtatta. Halálát tüdőgyulladás okozta.
A Debreczen és Debreczeni Ellenőr című lapoknak munkatársa volt; később szatmári lapokban jelentek meg írásai.
Felesége Groák Malvin (1869–1957) volt, Groák Gyula gabonakereskedő és Schvarcz Klementin lánya, akivel 1888. szeptember 18-án Kassán kötött házasságot. Fia Radó Gyula (1889–?) bankigazgató.

## Munkái
- A hallgatásról. Debrecen, 1884
- A tapsról. Szatmár, 1887
- Az angyalokról. Szatmár, 1895. (Ezen munkák felolvasások).
- Egy szekuráns naplójából. Írta és a Szatmáron a Kölcsey Kör 1897. február 28-án tartott matinéján felolvasta. Szatmár, 1897
- Ósdi szálla új terem. Szatmár, 1902
- A szatmári kereskedelmi csarnok megújítása alkalmából. Szatmár, 1904. (Felolvasás).

Szerkesztette: Emlékkönyv Ő felsége negyedszázados emlékünnepére. Szatmár, 1892. (Másokkal együtt).